# Trashigang
Pour l’article homonyme, voir Trashigang (ville).

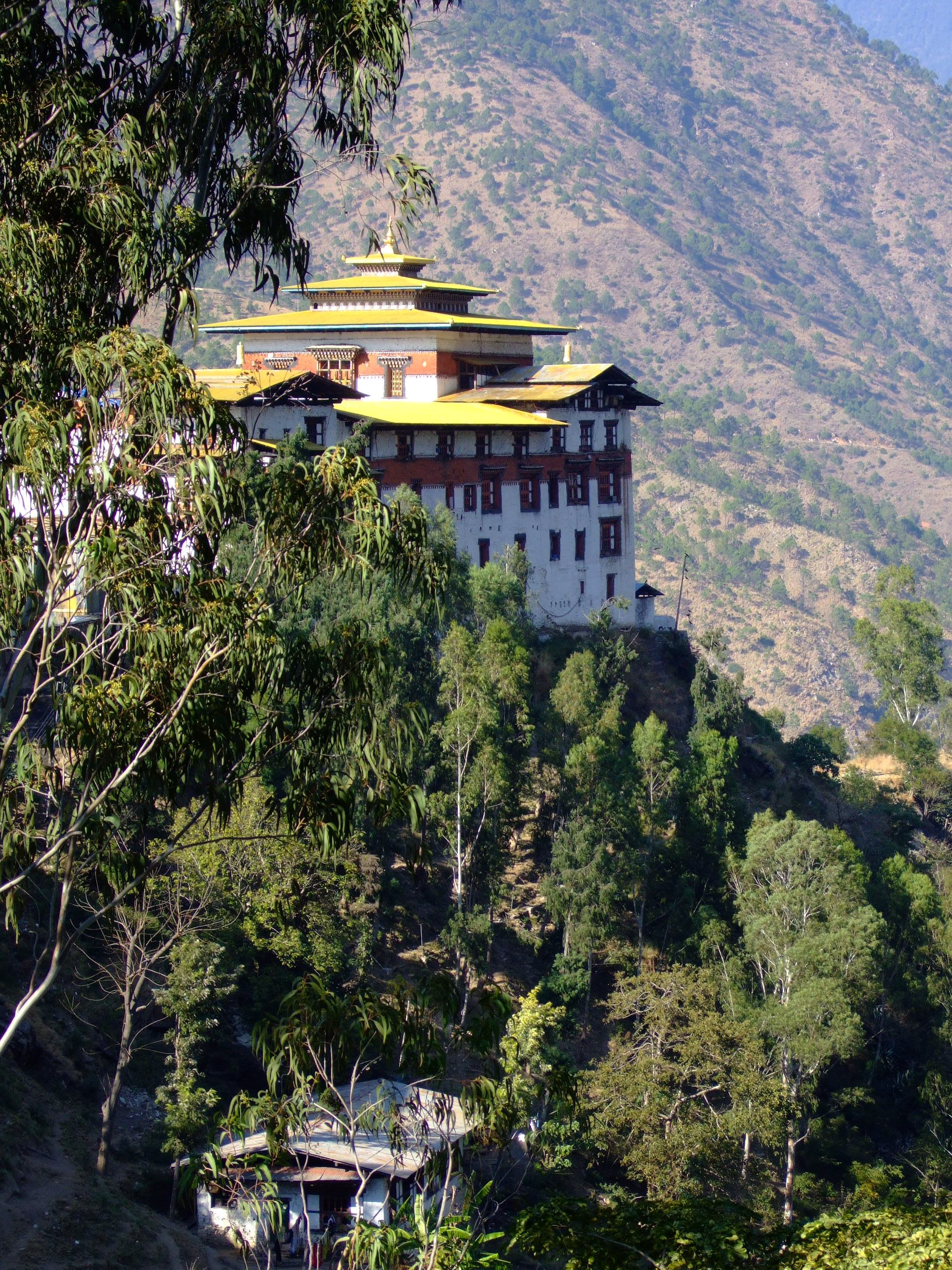
Le Trashigang Dzong, forteresse construite en 1659 contre les attaques tibétaines.

Le Trashigang est l'un des 20 dzongkhags constituant le Bhoutan. Il est situé tout à l'Est du pays, frontalier avec le Tibet

## Représentation à l'Assemblée nationale
Le district comporte cinq circonscriptions législatives. Les députés actuels sont 	Rinchen Wangdi, Pema Chewang (président du BTP et chef de l'opposition à l'Assemblée Nationale), Tashi Tenzin, Damche Tenzin et Lam Dorji, tous issus du BTP.
| Code   | Gewogs                    | Electeurs enregistrés |
| ------ | ------------------------- | --------------------- |
| NA1501 | Bartsham Shongphu         | 10 688                |
| NA1502 | Kanglung Samkhar Udzorong | 10 311                |
| NA1503 | Radhi Sagteng             | 9 155                 |
| NA1504 | Thrimshing                | 6 550                 |
| NA1505 | Wamrong                   | 7 821                 |

| Élection  | Circonscription | Circonscription | Circonscription | Circonscription | Circonscription | Circonscription     | Circonscription | Circonscription | Circonscription | Circonscription | Circonscription | Circonscription | Circonscription | Circonscription | Circonscription |
| Élection  | NA1501          | NA1501          | NA1501          | NA1502          | NA1502          | NA1502              | NA1503          | NA1503          | NA1503          | NA1504          | NA1504          | NA1504          | NA1505          | NA1505          | NA1505          |
| Élection  | Parti           | Parti           | Député          | Parti           | Parti           | Député              | Parti           | Parti           | Député          | Parti           | Parti           | Député          | Parti           | Parti           | Député          |
| --------- | --------------- | --------------- | --------------- | --------------- | --------------- | ------------------- | --------------- | --------------- | --------------- | --------------- | --------------- | --------------- | --------------- | --------------- | --------------- |
| 2008      |                 | DPT             | Wangdi Norbu    |                 | DPT             | Minjur Dorji        |                 | DPT             | Jigme Tshultim  |                 | DPT             | Choeki Wangmo   |                 | DPT             | Lhatu           |
| 2013      |                 | DPT             | Wangdi Norbu    |                 | PDP             | Norbu Wangchuk      |                 | DPT             | Jigme Wangchuk  |                 | PDP             | Dorji Choden    |                 | PDP             | Karma Tenzin    |
| 2018      |                 | DNT             | Passang Dorji   |                 | DPT             | Samdrup R Wangchuck |                 | DNT             | Dorji Tshering  |                 | DNT             | Ugyen Dorji     |                 | DPT             | Karma Thinley   |
| 2023-2024 |                 | BTP             | Rinchen Wangdi  |                 | BTP             | Pema Chewang        |                 | BTP             | Tashi Tenzin    |                 | BTP             | Damche Tenzin   |                 | BTP             | Lam Dorji       |